# Karl Philipp Conz
Karl Philipp Conz, né le 28 octobre 1762 à Lorch, décédé le 20 juin 1827 à Tübingen, est un poète et écrivain allemand et un ami de jeunesse de Friedrich Schiller.

## Biographie
Conz grandit à Lorch où il fait la connaissance du jeune Friedrich Schiller avec lequel il se lie bientôt d'amitié. Il poursuit sa formation dans les écoles religieuses de Blaubeuren et de Bebenhausen,  avant de commencer des études de théologie au séminaire évangélique de Tübingen où il devient répétiteur de théologie en 1789. Il entreprend ensuite un grand voyage de formation à travers l'Allemagne, prend en 1790 la charge de pasteur à la Karlsakademie de Stuttgart et est nommé en 1793 diacre à Vaihingen et plus tard à Louisbourg. En 1804 il accepte le poste de professeur de littérature classique à l'université de Tübingen, ville où il passe le reste de sa vie. Parmi ses élèves, il a notamment Justinus Kerner dont il a repéré le talent et dont il est le protecteur.

Conz meurt en 1827 d'hydropisie.
On ne trouve pas dans ses écrits d'œuvre de grande envergure, mais des compositions mineures dans les domaines philologiques, esthétiques philosophiques et historiques. Il compose surtout de nombreux poèmes célébrant souvent en vers harmonieux, l'histoire et les paysages du Wurtemberg avec un art plein de sentiment. Par ailleurs il s'essaie comme traducteur d'Eschyle, d'Aristophane et d'autres dramaturges grecs de l'Antiquité.

## Ses œuvres
- Gedichte, 1792.
- Abhandlungen für die Geschichte und das Eigenthümliche der späteren Stoischen Philosophie, nebst einem Versuche über Christliche, Kantische und Stoische Moral, Tübingen, Heerbrand, 1794.
- Kleinere prosaische Schriften vermischten Inhalts, 1821/1822.
- Kleinere prosaische Schriften oder Miscellen für Litteratur und Geschichte, 1825.